# Aleš Zapletal
Aleš Zapletal (* 18. března 1990 Opava) je český výtvarník, intermediální umělec, vysokoškolský pedagog a výtvarný teoretik.

## Činnost
Po osmiletém studiu na Mendelově gymnáziu v Opavě absolvoval v letech 2009–2015 studium malířství na FaVU VUT v Brně (u Tomáše Lahody a Vasila Artamonova), v letech 2014–2016 studoval na UMPRUM v Praze v Ateliéru malířství (Jiří Černický) a v ateliéru Intermediální konfrontace (Jiří David). Během toho absolvoval studijní stáže na Fakultě výtvarných umění Universidad del País Vasco ve španělském Bilbao (2011) a na Akademii výtvarných umění v německém Karlsruhe (2014). Doktorské studium absolvoval v letech 2017–2021 na pražské AVU (ateliér Nová média 1) u Vladimíra Skrepla. Pedagogicky působí od roku 2021 jako odborný asistent na PedF ZČU v Plzni (Ateliér malby a intermédií) a nověji též na AVU (ateliér Malba 2).. Zapletal uskutečnil několik samostatných výstav (mj. v Pragovka Gallery nebo Galerii NoD) a podílel se na několika kolektivních výstavách. Je držitelem Ceny sympatie diváků Ceny kritiky za mladou malbu v roce 2018. 

## Dílo
Podle výtvarného teoretika Pavla Kubesy malířská tvorba Aleše Zapletala vychází z jeho primárně filosoficky, až analyticky založeného myšlení. Často „odkazuje na známé filosofické problémy a poučky, apropriuje příběhy národní literatury, odvolává se na modernistickou tradici, kterou systematicky mapuje, reviduje a jejíž kontury ve vnitřním myšlenkovém boji neustále znovu-utváří.“  Reflektuje rovněž environmentální témata.
Dlouhodobě se zajímá o způsoby, jakými byly výtvarně zobrazovány různé filozofické problémy a témata. Tento umělecký výzkum shrnul v knize Obrazy filozofie a tělesná mysl (Praha, 2022).

## Výstavy

### Samostatné výstavy (výběr)
- 2023: Synthetic Spells, Pop-up Galerie AVU (Praha) (s Matyášem Maláčem)[12]
- 2023: Ephemera, Galerie Univerzity (Pardubice)[13]
- 2022: Googli a archivuj: aleš zapletal 1990, Galerie SPZ (Praha)[14]
- 2021: Gretel & Hänsel in einem Klimawald, Dům umění Ústí nad Labem[15]
- 2019: Smutná jóga, Zaazrak Dornych (Brno)[16]
- 2018: Natürlich, Embassy Gallery (Helsinky)[17]
- 2018: Museum of Tomorrow’s Weather, Pragovka Gallery (Praha)[10]
- 2017: Permakultura, Galerie NoD (Praha)[18]
- 2017: Monument in reverse, Potencja Gallery (Krakov)
- 2016: Earthworks, Galerie TIC: Galerie mladých (Brno)[19]
- 2015: Rozum poznává sám sebe a jiná dobrodružství, Galerie 35m2 (Praha)[20]
- 2014: Klubovna: Stopaři podzimu, Galerie Jelení (Praha)[21]
- 2011: Boxers and Flowers, Galerie Art (Brno)

### Skupinové výstavy (výběr)
- 2023: Všechno je všech, 4+4 dny v pohybu (Praha)
- 2023: EARTH, Atrium na Žižkově (Praha)[22]
- 2022: 9. Sympozium Litomyšl, Galerie Miroslava Kubíka (Litomyšl)[23]
- 2018: Life Hack (se skupinou Potencja), Jedna Dva Tři Gallery (Praha)
- 2017: Ripple Effect, Centrum pro současné umění Futura (Praha)
- 2017: Materiál 307, Centrum současného umění DOX (Praha)[24]
- 2015: Grafomani, vypravěči, autoři a producenti, etc. galerie (Praha)[25]
- 2014: Karlsruhe-Amsterodam, Achter de Ramen (Amsterdam)

## Knihy
ZAPLETAL, Aleš. Obrazy filozofie a tělesná mysl. Praha: AVU, 2022.